# Isneauville
Isneauville ist eine französische Gemeinde mit 3.713 Einwohnern (Stand: 1. Januar 2022) im Département Seine-Maritime in der Region Normandie. Sie gehört zum Arrondissement Rouen und zum Kanton Bois-Guillaume. Die Einwohner werden Isneauvillais genannt.

## Geographie
Isneauville liegt etwa sieben Kilometer nordöstlich von Rouen. Umgeben wird Isneauville von den Nachbargemeinden Quincampoix im Norden und Nordosten, Fontaine-sous-Préaux im Osten und Südosten, Saint-Martin-du-Vivier im Süden, Bois-Guillaume im Südwesten sowie Houppeville im Westen.
Durch den Südosten der Gemeinde führt die Autoroute A28.

## Bevölkerung
| 1962 | 1968 | 1975 | 1982 | 1990 | 1999 | 2006 | 2012 |
| ---- | ---- | ---- | ---- | ---- | ---- | ---- | ---- |
| 759  | 843  | 1214 | 1403 | 2210 | 2324 | 2362 | 2574 |

## Sehenswürdigkeiten
- Kirche Saint-Germain, im 12./13. Jahrhundert erbaut, mit zahlreichen Umbauten in den nachfolgenden Jahrhunderten
- Schloss Les Cinq Bonnets aus dem 16. Jahrhundert
- Herrenhaus aus dem 17. Jahrhundert
- Alter Taubenschlag